# Drost

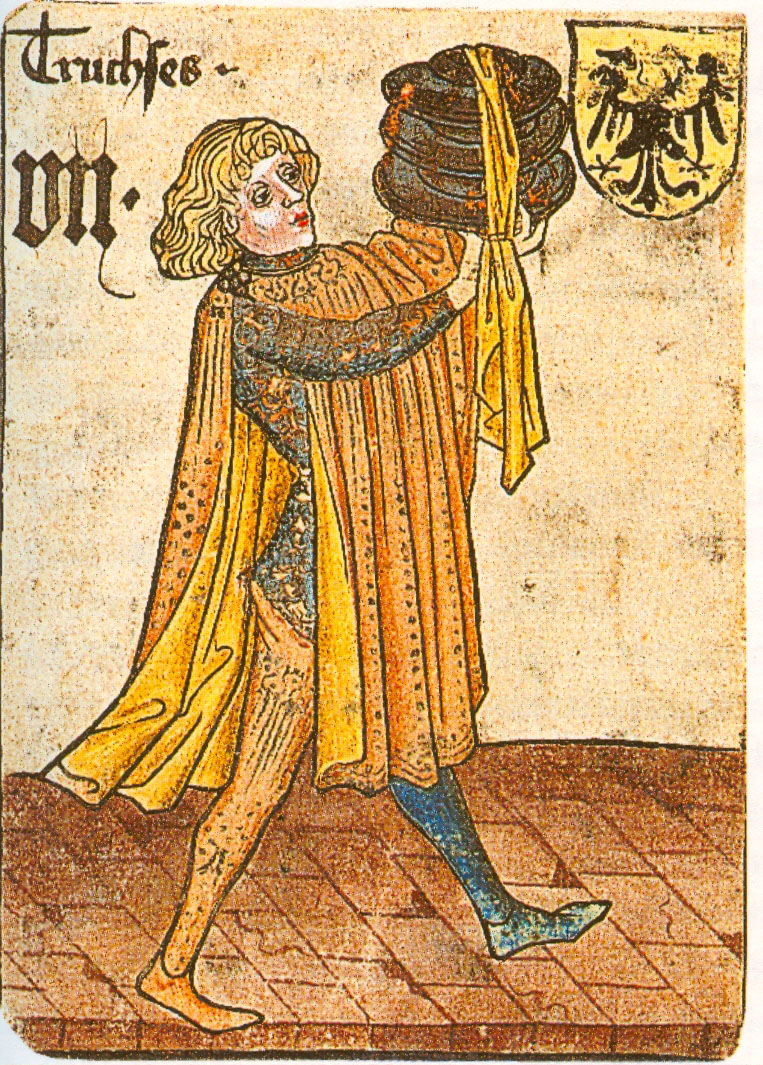
Truchsess/Drost in einem mittelalterlichen Kartenspiel

Drost(e) (von mittelniederdeutsch drossete), auch Drossart bezeichnete im Hochmittelalter das vornehmste Hofamt, den Vorsteher einer königlichen oder fürstlichen Tafel, dann seit dem späten Mittelalter vor allem in Nordwestdeutschland (am Niederrhein, in Westfalen, in Ostfriesland), aber auch in Mecklenburg, Schleswig-Holstein und in den Niederlanden einen Beamten, der für einen definierten Verwaltungsbezirk in militärischer, jurisdiktioneller und polizeilicher Beziehung die Stelle des Landesherrn vertrat. Die Funktion ist in etwa mit dem Amtmann, Amtshauptmann, Ammann, Vogt, Regierungspräsidenten oder Landrat vergleichbar.

## Wortursprung
Bezüge reichen bis ins 10. Jahrhundert zurück: mittelhochdeutsch truh(t)säze bzw. althochdeutsch truh(t)sazo, truh(t)sezzo (vgl. Truchsess) und Mittelniederdeutsch droste, drotsete. Das Wort ist zusammengesetzt aus druhti „Schar (hauptsächlich das Gefolge eines Fürsten)“ bzw. truht/druht „Gefolgschaft leisten“ und säze „sitzen“ (vgl. „Sasse“ wie etwa in Freisasse). Bedeutung: „jemand, der in der Gefolgschaft sitzt“ – möglicherweise schon ursprünglich „derjenige, der der Gefolgschaft vorsteht“.

## Funktionen
Das Drostenamt war ein Synonym des Hofamts des Truchsesses. Im Hochstift Münster wurde das Erbamt des Drostes des Domkapitels Münster 1147 durch Everwinus Droste aus der Familie Droste zu Hülshoff bekleidet, wo es spätestens 1266 erblich wurde. Das Amt des fürstbischöflich Münsterschen Erbdrostes dagegen wurde seit 1170 jahrhundertelang von der Familie Droste zu Vischering ausgeübt. Auch das Amt des Erblanddrostes im Bistum Osnabrück war ein ständisches Erbamt, das seit 1366 von der Familie von Bar auf Wasserburg Alt Barenaue ausgeübt wurde. Der Erblanddrost war erblicher Vorsitzender und Sprecher der Osnabrücker Ritterschaft; er hatte die Aufgabe, das Siegel der Ritterschaft zu verwahren, in deren Versammlungen den Vorsitz zu führen und sie am Hof des Bischofs sowie später auf den Landtagen zu vertreten. Seine Amtsfunktionen waren vergleichbar mit denen eines Erbmarschalls. Auch in der Grafschaft Mark waren die Droste in der Mitte des 14. Jahrhunderts ritterbürtig. Auch das Amt des Landdrostes im kurkölnischen Herzogtum Westfalen, wo die gesamte, in Arnsberg residierende Regierung die gleiche Bezeichnung führte, bekleideten ausschließlich Adelige.
Drostei hieß sowohl der Verwaltungsbezirk selbst wie auch der Wohn- und Amtssitz des Drostes. Historische Amtssitze der Droste, auch Drostenhöfe oder -häuser genannt, waren z. B. die Drostei in Pinneberg und die Drostenhöfe in Wolbeck, Feldberg (Feldberger Seenlandschaft) und Neheim; Gebäude mit dieser Bezeichnung gab bzw. gibt es auch z. B. in Balve, Bad Iburg, Bad Driburg, Essen, Extertal, Hagen, Haldern, Rheda,  Plettenberg (Drostehaus der Burg Schwarzenberg) und das Drostehaus in Ootmarsum (Twente/Niederlande), während der Erbdrostenhof in Münster das Stadtpalais der Familie Droste zu Vischering war.
Seit Beginn der Neuzeit ist die Bezeichnung Drost auch ein Titel des mit polizeilichen und militärischen Befugnissen ausgestatteten Adligen. In Hannover hießen die Regierungspräsidenten noch bis 1885 Landdroste. In Mecklenburg war Landdrost noch in der Weimarer Republik eine Amtsbezeichnung für die Leiter kleinteiliger Bezirke, vergleichbar einem Landrat.
Vom Amt des Drostes leitet sich der in Norddeutschland und den Niederlanden häufige Familienname Droste ab, der insbesondere durch die Dichterin Annette von Droste-Hülshoff bekannt ist. Weiterhin leitet sich der selten vorkommende Familienname Drossard aus dieser Amtsbezeichnung ab.

## Drost in Dänemark und Schweden
Oberlanddrost war der Titel, den die meisten königlich dänischen Statthalter in den Grafschaften Oldenburg und Delmenhorst während der Zeit der Personalunion mit dem Königreich Dänemark (1667–1773) führten. In Holstein, dem südlichen Landesteil von Schleswig-Holstein, war der (Ober)Landdrost der höchste königlich-dänische Beamte, der für die Erhaltung der öffentlichen Ruhe und Sicherheit zuständig war. Er war auch zuständig für Rechtsprechung und beaufsichtigte alle Amtssachen. Sein direkter Vertreter in Abwesenheit war der Haus-, Wald- bzw. Amtsvogt als Lokalbeamter mit Status eines Amtmanns, der ebenfalls sämtliche Aufgaben übernahm. Auch der Präsident der dänischen Regierung für das mit Dänemark von 1815 bis 1864 in Personalunion verbundene Herzogtum Sachsen-Lauenburg mit Sitz in Ratzeburg trug den Titel „Landdrost“.
Auch in Schweden gab es (Reichs)droste (drots, riksdrots). Die ersten schriftlichen Belege datieren aus dem Jahr 1276 und beziehen sich auf einen königlichen Amtsträger. Im 14. Jahrhundert war der Drost Stellvertreter des Königs bei dessen Abwesenheit oder wenn der König noch unmündig war. Einer der mächtigsten Droste dieser Zeit war Bo Jonsson. Im 15. Jahrhundert war das Amt nur zwischen 1435 und 1442 besetzt und wurde durch den Reichsvorsteher (riksföreståndare) abgelöst. Als Ehrentitel tauchte der Drost Ende des 16. Jahrhunderts wieder kurz auf.
Unter König Gustav II. Adolf wurde 1612 das Amt des Reichsdrostes geschaffen: Magnus Brahe hatte 1612–1633 das Amt inne. Zuerst Präsident des höchsten Gerichts wurde der Reichsdrost in der Verfassung von 1634 mit der Aufsicht über das Justizwesen im Reich beauftragt – Amtsinhaber Gabriel Gustafsson Oxenstierna 1634–1640, ein Bruder Axel Oxenstiernas. Sein Nachfolger wurde Per Brahe der Jüngere (Per Brahe den yngre), der von Magnus Gabriel de la Gardie als Reichsdrost (riksdrots) bis 1684 abgelöst wurde. Zwischen 1686 und 1720 war das Amt nicht besetzt, und am Beginn der Freiheitszeit wurde es abgeschafft. 1787 wurde der Titel „Drost“ wieder aufgegriffen und dem Justizkanzler Carl Axel Wachtmeister, der Chef über das gesamte Rechtswesen war, verliehen. Mit der neuen Verfassung von 1809 wurde der Titel jedoch wieder abgeschafft. Carl Axel Wachtmeister war bis zu seinem Tod 1810 im Amt als Schwedens erster Justizstaatsminister (neuer Titel für den Chef des Rechtswesens, 1876 in Justizminister umgewandelt).